# اریکسبری، بوتشیرکا
اریکسبری (به سوئدی: Eriksberg) یک منطقهٔ مسکونی در سوئد است که در بخش بوتچیرکا واقع شده‌است.